# Jaggayyapeta
Jaggayyapeta är en ort i Indien.   Den ligger i distriktet Krishna och delstaten Andhra Pradesh, i den centrala delen av landet, 1 300 km söder om huvudstaden New Delhi. Jaggayyapeta ligger 56 meter över havet och antalet invånare är 41 180.
Terrängen runt Jaggayyapeta är platt. Runt Jaggayyapeta är det tätbefolkat, med 319 invånare per kvadratkilometer. Närmaste större samhälle är Kodār, 18,2 km nordväst om Jaggayyapeta. Trakten runt Jaggayyapeta består till största delen av jordbruksmark.